# Campaña para el Desarme Nuclear

El logo de la Campaña para el Desarme Nuclear, conocido ampliamente como el símbolo de paz.

La Campaña para el Desarme Nuclear (CDN) es una organización que aboga por el desarme nuclear unilateral del Reino Unido. También hace campaña para el desarme nuclear internacional y por una mayor regulación internacional sobre las armas por medio de acuerdos, tales como el Tratado de No Proliferación Nuclear. Se opone a toda acción militar que podría resultar en el uso de armas nucleares químicas o biológicas, así como a la construcción de reactores nucleares en el Reino Unido.
Fue formado en 1957 y ha estado periódicamente a la cabeza del movimiento pacifista en el Reino Unido por más de medio siglo. Sostiene que es la campaña pacifista monotemática más grande de Europa. Desde 1958, ha organizado la Marcha de Aldermaston que tiene lugar cada fin de semana de Pascua en Trafalgar Square, Londres, hacia el Establecimiento de Armamento Atómico, ubicado cerca de Aldermaston.
La organización es dirigida por un presidente electo, actualmente Kate Hudson.

## Estructura
CDN tiene una organización nacional con base en Londres, grupos nacionales en Gales, Irlanda y Escocia, grupos regionales en Cambridgeshire, Cumbria, Midlands del Este, Kent, Londres, Mánchester, Merseyside, Mid Somerset, Norwich, South Cheshire y North Staffordshire, Southern England, South West England, Suffolk, Surrey, Sussex, Tyne y Wear, Midlands del Oeste y Yorkshire y ramas locales.
Existen cuatro secciones especializadas: CDN Trade Union, CDN cristiano, CND laboral y CDN ex-servicios, que tienen derechos de representación en el consejo de gobierno. También existen grupos parlamentarios, juveniles y estudiantiles. El Consejo está compuesto del presidente de CDN, el tesorero, 3 vicepresidentes, 15 miembros directamente elegidos, un representante de cada sección especializada, 1 del CDN estudiantil, 3 del CDN juvenil y 27 de los grupos regionales.

## Presidentes del CDN desde 1958
- Canon John Collins (1958-1964)
- Olive Gibbs (1964-1967)
- Sheila Oakes (1967-1968)
- Malcolm Caldwell (1968-1970)
- April Carter (1970-1971)
- John Cox (1971-1977)
- Bruce Kent (1977-1979
- Hugh Jenkins (1979-1981)
- Joan Ruddock (1981-1985)
- Paul Johns (1985-1987)
- Bruce Kent (1987-1990)
- Marjorie Thompson (1990-1993)
- Janet Bloomfield (1993-1996)
- David Knight (1996-2001)
- Carol Naughton (2001-2003)
- Kate Hudson (2003-actualidad)

## Secretarios generales del CDN desde 1958
- Peggy Duff (1958-1967)
- Dick Nettleton (1967-1973)
- Dan Smith (1974-1975)
- Duncan Rees (1976-1979)
- Bruce Kent (1979-1985)
- Meg Beresford (1985-1990)
- Gary Lefley (1990-1994)